# Liste von Persönlichkeiten der Stadt Schönebeck (Elbe)
Die Liste von Persönlichkeiten der Stadt Schönebeck (Elbe) enthält Personen, die in der Geschichte der Stadt Schönebeck (Elbe) im Salzlandkreis in Sachsen-Anhalt eine nachhaltige Rolle gespielt haben. Es handelt sich dabei um Persönlichkeiten, die Ehrenbürger, hier geboren oder gestorben sind oder in Schönebeck und den eingemeindeten Ortschaften und heutigen Ortsteilen gewirkt haben.
Für die Persönlichkeiten aus den nach Schönebeck (Elbe) eingemeindeten Ortschaften siehe auch die entsprechenden Ortsartikel.

## Ehrenbürger
- 1885: Otto von Bismarck, Reichskanzler
- 1973: Maria Krause-Nebel, frühere Bürgermeisterin der Stadt Schönebeck (Elbe)
- 2011: Dario Malkowski, Bildhauer und Keramiker
- 2011: Christof Grüger, Künstler
- 2022: Sigrid Beitler, ehemalige Geschäftsführerin der Städtischen Wohnungsbaugesellschaft

## Söhne und Töchter der Stadt
Die folgenden Personen sind in Schönebeck (Elbe) bzw. den eingemeindeten Ortschaften oder den heutigen Ortsteilen der Stadt geboren. Ob sie ihren späteren Wirkungskreis in Schönebeck (Elbe) hatten oder nicht, ist dabei unerheblich.

### Persönlichkeiten der Frühen Neuzeit
- Daniel Mönchmeier (* 27. November 1582 in Groß Salze; † 6. Juni 1635 in Braunschweig), Pädagoge und evangelischer Theologe
- Severin Gottlieb Ziegenbalg (* 1681 in Groß Salze; † 1713 in Magdeburg), Bildhauer
- Wilhelm von Boeltzig (* 4. März 1755 in Groß Salze; † 30. Juni 1834 in Berlin), preußischer Offizier, zuletzt Generalmajor und Flügeladjutant

### Persönlichkeiten des 19. Jahrhunderts

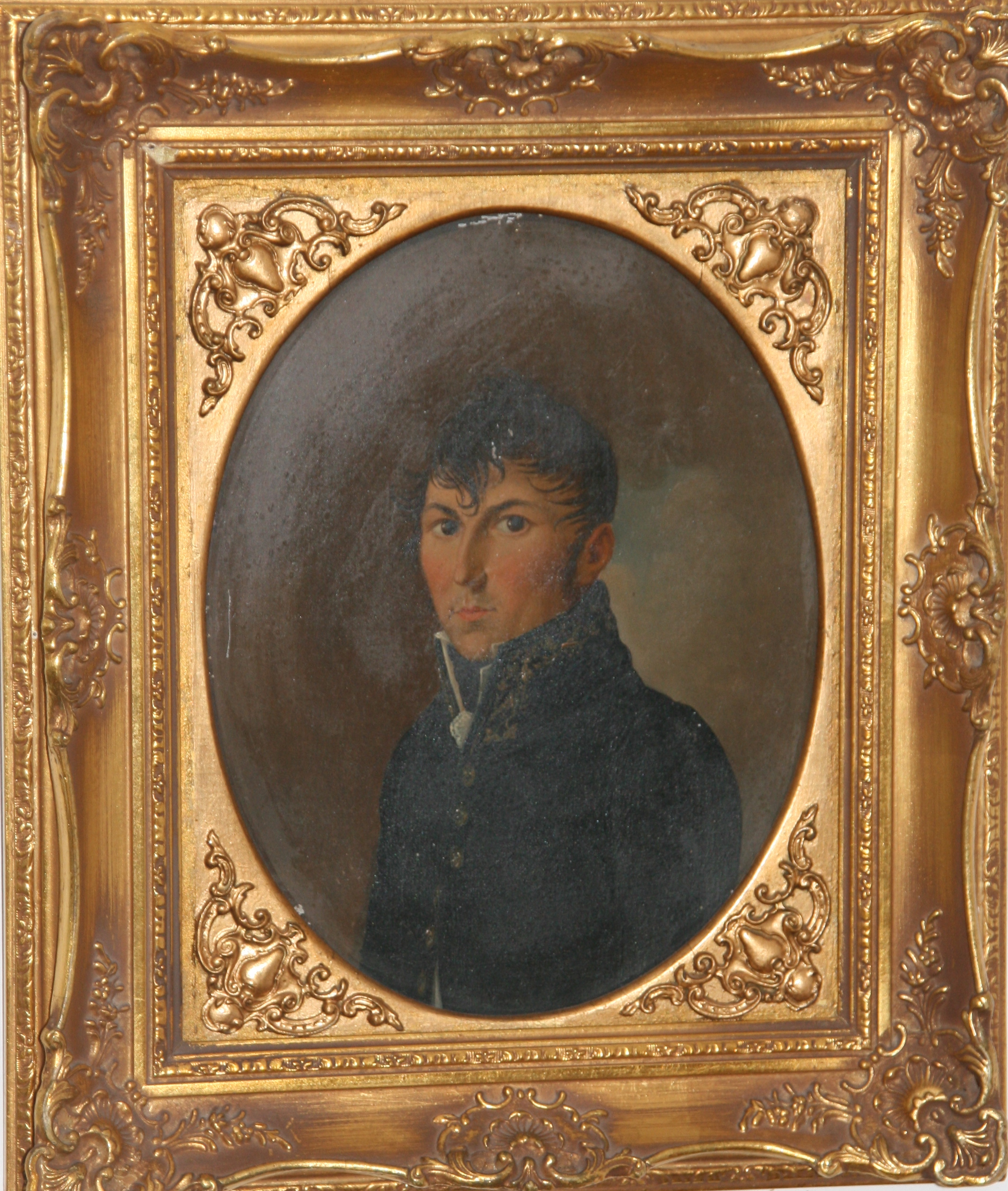
Karl Leopold Fabian

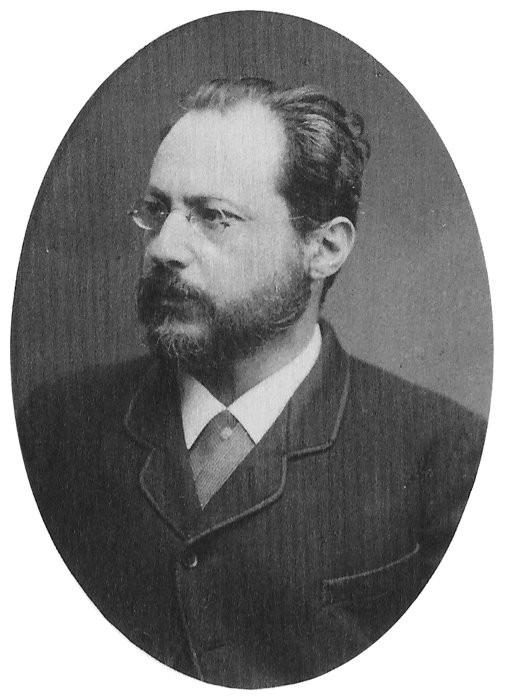
Walter Hermann von Heineke

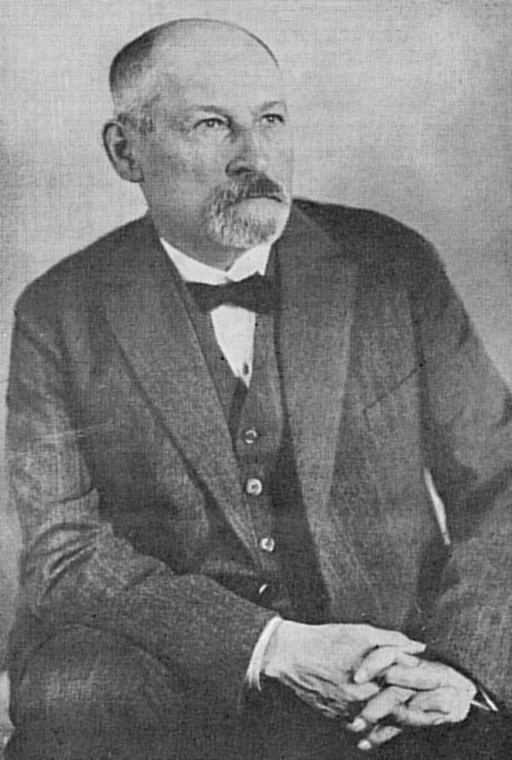
Max Matthes

- August Wilhelm Neuber (* 3. März 1781 in Groß Salze; † 22. Januar 1849 in Apenrade), Arzt, Dichter und Philosoph
- Karl Leopold Fabian (* 12. November 1782; † 14. März 1855), Salzamtsdirektor
- Friedrich Ludwig Sander (* 6. Oktober 1783 in Frohse; † 9. Mai 1846), Bergmeister
- Ludwig Ferdinand Timme (* 30. Juni 1830 in Groß Salze; † 1. August 1888 in Colmar), Verwaltungsjurist und preußischer Landrat in den Kreisen Prüm (1858–1859) und Bernkastel (1861), von 1880 bis 1888 amtierte er als Bezirkspräsident im Bezirk Oberelsaß
- Walter Hermann von Heineke (* 17. Mai 1834; † 28. April 1901 in Erlangen), Chirurg
- Hugo Bode (* 26. Juli 1851 in Groß Salze; † 14. Januar 1937), Pflanzenbauwissenschaftler
- Max Matthes (* 7. Februar 1865 in Groß Salze; † 26. März 1930 in Meran), Hochschullehrer für Innere Medizin
- Richard Eberlein (* 16. Oktober 1869 in Groß Salze; † 10. Dezember 1921 in Berlin), Tierarzt, Zoologe, Arzt und Hochschullehrer in Berlin
- Gustav Einecke (* 10. Februar 1877; † 23. November 1968 in Weilburg), Bergwerksdirektor und Hochschullehrer
- Wilhelm Hellge (* 30. Dezember 1878; † 31. Oktober 1947), Kommunalpolitiker (SPD/SED) und Gewerkschafter.

### Persönlichkeiten des 20. Jahrhunderts

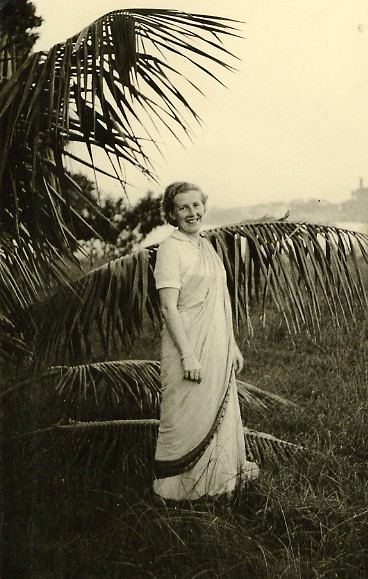
Lieselotte Hachmann (1956)

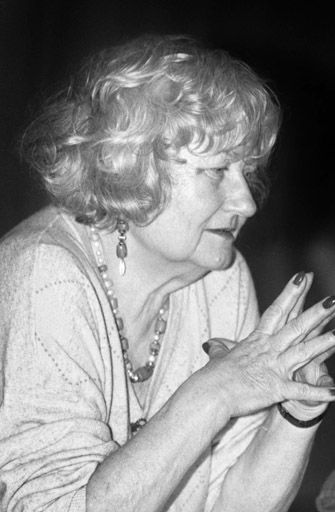
Anne Rose Katz (1992)

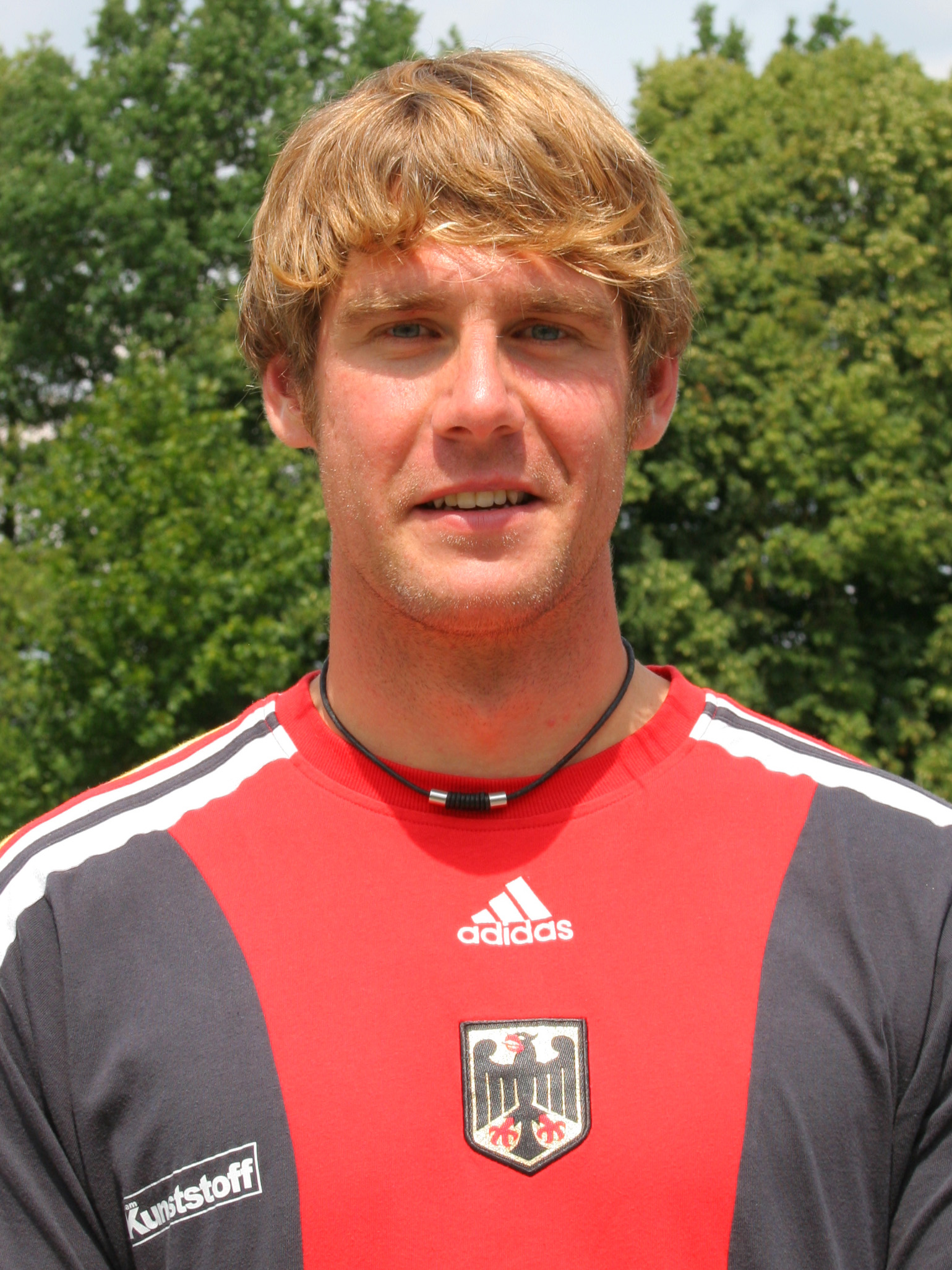
Marco Herszel (2007)

- Heinrich Kirchheim (* 6. April 1882 in Groß Salze; † 14. Dezember 1973 in Lüdenscheid), Offizier, zuletzt Generalleutnant im Zweiten Weltkrieg
- Willi Wolff (* 16. April 1883; † 1947 in den USA), Liedtexter, Drehbuchautor, Filmregisseur und Filmproduzent
- Annemarie Heise (* 31. Mai 1886 in Groß Salze; † 24. März 1937), Malerin und Grafikerin
- Karl Jänecke (* 8. April 1888; † 5. Juli 1935 in Halle), Arbeiter, wurde als ehemaliger Reichsbannerangehöriger 1934 wegen des Vorwurfes einen SA-Angehörigen ermordet zu haben angeklagt, trotz zweifelhafter Beweislage zum Tode verurteilt und 1935 hingerichtet
- Franz Vollbring (* 25. September 1889; † 8. August 1959), Kommunalpolitiker (KPD) und Widerstandskämpfer gegen den Nationalsozialismus
- Gustav Bebermeyer (* 16. Oktober 1890 in Salzelmen; † 19. Juni 1975 in Tübingen), Germanist und Volkskundler, war Professor an der Eberhard Karls Universität Tübingen
- Katharina Heise (* 3. Mai 1891 in Groß Salze; † 5. Oktober 1964 in Halle (Saale)), Bildhauerin und Malerin
- Heinrich Ernst Boeters (* 17. Januar 1893; † 5. Dezember 1945 in Greifswald), evangelischer Theologe und Oberkonsistorialrat in der Kirchenprovinz Pommern
- Gerhard Buhtz (* 24. Februar 1896; † 26. Juni 1944 bei Minsk), Gerichtsmediziner und Hochschullehrer
- Hermann Behme (* 10. März 1900; † 1969 in Gießen), Politiker und NSDAP-Reichstagsabgeordneter
- Kurt Wagenführ (* 13. Februar 1903; † 5. April 1987 in Gauting, Obb.), Medienjournalist sowie Gründer und erster Leiter des „Instituts für Rundfunkkunde und Fernsehrundfunk“
- Hermann Milius (* 10. April 1903; † 16. Juli 1979 in Magdeburg), Handballfunktionär und Präsident des Handballverbandes der DDR
- Ehrhard Voigt (* 28. Juli 1905; † 22. November 2004 in Hamburg), Geologe und Paläontologe
- Alfred Dieck (* 4. April 1906; † 7. Januar 1989 in Bremen), Urgeschichts- und Moorleichenforscher
- Willi König (* 25. Februar 1907; † 28. Juli 1983), Landtagsabgeordneter und Oberbürgermeister von Schönebeck (SED)
- Herbert Stockmann (* 15. Mai 1913; † 12. November 1947 in Halle (Saale)), Maler und Graphiker
- Gerhard Enger (* 22. November 1915), Politiker (NDPD), war Bürgermeister von Quedlinburg und stellvertretender Vorsitzender des Rates des Bezirkes Halle
- Katharina Scholz-Wanckel (* 18. März 1916; † 12. Mai 2009 in Hamburg), Malerin, welche hauptsächlich die Techniken des Holzschnitts, der Aquatinta und der Ölkreide anwendete
- Paul Theile (* 25. Februar 1919 in Groß Salze; † 4. Juni 2006 in Hannover), Lokalhistoriker, Schulrektor, Heimatforscher und Autor mehrerer Schriften zur Geschichte rund um den Kronsberg und den hannoverschen Stadtteil Bemerode
- Lieselotte Hachmann (* 27. Juni 1919; † 1. Mai 1989 in Kaltenkirchen), Gründerin der Deutsch-Indischen Gesellschaft (DIG) und deren erste Präsidentin
- Hans Naumilkat (* 9. Dezember 1919; † 13. Februar 1994 in Berlin), Komponist und Musikerzieher
- Werner Guse (* 18. Juli 1922; † 2. November 1977 in Magdeburg), Politiker (SED), war zeitweilig Zweiter Sekretär der SED-Bezirksleitung Magdeburg
- S. Fischer-Fabian (* 22. September 1922 in Groß Salze; † 16. November 2011 in Berg), Sachbuchautor und Journalist
- Anne Rose Katz (* 9. August 1923; † 31. Dezember 2011), Journalistin, Schriftstellerin und Drehbuchautorin
- Dario Malkowski (* 14. Juni 1926; † 13. Dezember 2017), Bildhauer und Keramiker
- Willi Schröder (* 15. Juli 1927; † 8. Mai 2012 in Jena), Sportwissenschaftler und Sporthistoriker an der Friedrich-Schiller-Universität Jena
- Hans Dietrich Lindstedt (* 21. April 1929; † 10. April 2008 in Chemnitz), Schriftsteller und Journalist
- Werner Tübke (* 30. Juli 1929; † 27. Mai 2004 in Leipzig), Maler
- Harry Dahl (* 7. August 1929), Oberst des Ministeriums für Staatssicherheit und Offizier der Volkspolizei der Deutschen Demokratischen Republik
- Martin Wetzel (* 17. Dezember 1929; † 11. September 2008 in Halle (Saale)), Bildhauer und Grafiker
- Kurt Czekalla (* 30. September 1930; † 19. März 2002), Sportschütze
- Erik Neutsch (* 21. Juni 1931; † 20. August 2013 in Halle (Saale)), Schriftsteller
- Herbert Rasenberger (* 13. April 1932; † 5. April 2019), Heimatforscher und Autor
- Hans Haberhauffe (* 6. Februar 1933; † 11. Februar 2015 in Berlin), Handballspieler sowie Handball- und Fußballtrainer
- Hans Herrfurth (* 1935), Philologe und Übersetzer
- Brigitte Troeger (* 6. Januar 1941; † 15. November 2017 in Gummersbach), Lehrerin und Schriftstellerin
- Hans Fricke (* 28. Juli 1941), Biologe und Dokumentarfilmer
- Ed Stuhler (* 27. Februar 1945; † 18. Mai 2018), Publizist, Text- und Buchautor
- Karl-Joachim Blume (* 19. März 1946), Landwirt und ehemaliger Politiker (DBD), war Abgeordneter der Volkskammer der DDR
- Ernst Gerlach (* 19. März 1947), Handballspieler
- Helmut Qual (* 26. Mai 1947), Politiker
- Ernst Gerlach (* 19. März 1947), Handballspieler
- Olaf Wegewitz (* 2. Oktober 1949), Zeichner und Maler
- Sylvia Retzke (* 21. Oktober 1950; † 28. März 2016), Kommunalpolitikerin (SED), war Oberbürgermeisterin der Stadt Dessau und Abgeordnete der Volkskammer der DDR
- Liane Michaelis (* 23. April 1953), Handballspielerin
- Frank Wahle (* 26. Oktober 1953), Grafiker
- Wolfgang Steinbach (* 21. September 1954), Fußballspieler
- Peter Rotter (* 14. August 1955), Politiker (CDU) und Mitglied des Landtages Sachsen-Anhalt
- Reiner Heise (* 8. September 1956), Schauspieler
- Volker Lüderitz (* 30. März 1959), Hochschullehrer, ehemaliger Landtagsabgeordneter
- Holger Behrendt (* 29. Januar 1964), Kunstturner
- Markus Scheibel (* 30. Oktober 1964), Fußballschiedsrichter
- Thorsten Schmidt (* 8. September 1965), Verleger, Publizist und Fotograf
- David Gill (* 2. März 1966), Verwaltungsjurist, Diplomat und hemaliger Chef des Bundespräsidialamtes bei Joachim Gauck
- Michael Kamp (* 1966), Historiker und Autor von Sachbüchern, vor allem von Biografien und Unternehmensgeschichten
- Thomas Wünsch (* 16. Juni 1969), Jurist und Politiker (SPD), war von 2012 bis 2016 Staatssekretär des Ministeriums für Justiz und Gleichstellung des Landes Sachsen-Anhalt und ist seit 2016 Staatssekretär des Ministeriums für Wirtschaft, Wissenschaft und Digitalisierung des Landes Sachsen-Anhalt
- Jan Freese (* 1973), Bühnenbildner
- Andreas Wels (* 1. Januar 1975), Wasserspringer
- Jan Kralitschka (* 16. Juli 1976), Model, Rechtsanwalt und Fernsehdarsteller, wurde durch die Fernsehshow Der Bachelor bekannt
- Marco Herszel (* 2. Juni 1979), Kanute

### Persönlichkeiten des 21. Jahrhunderts

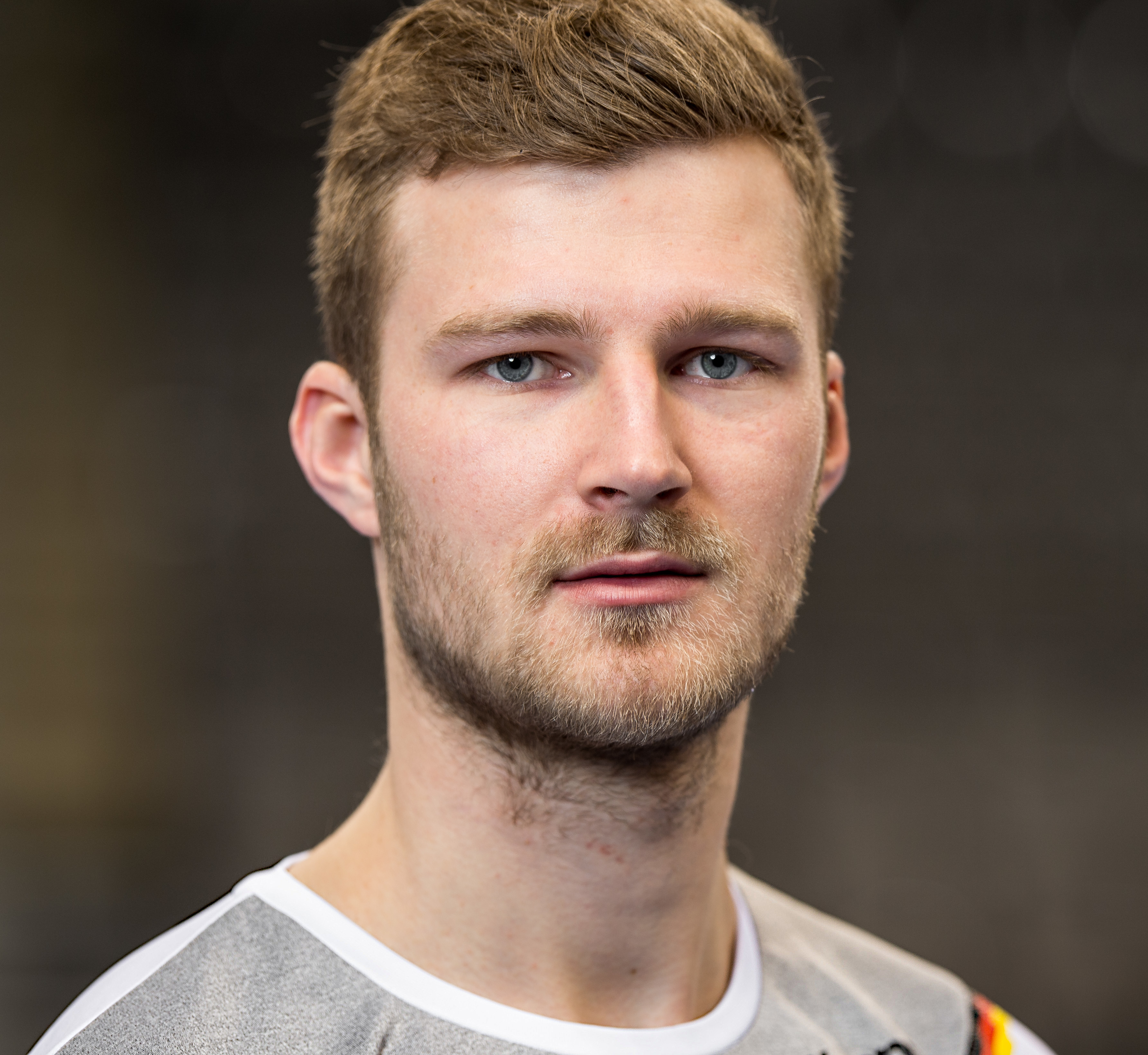
Philipp Weber (2018)

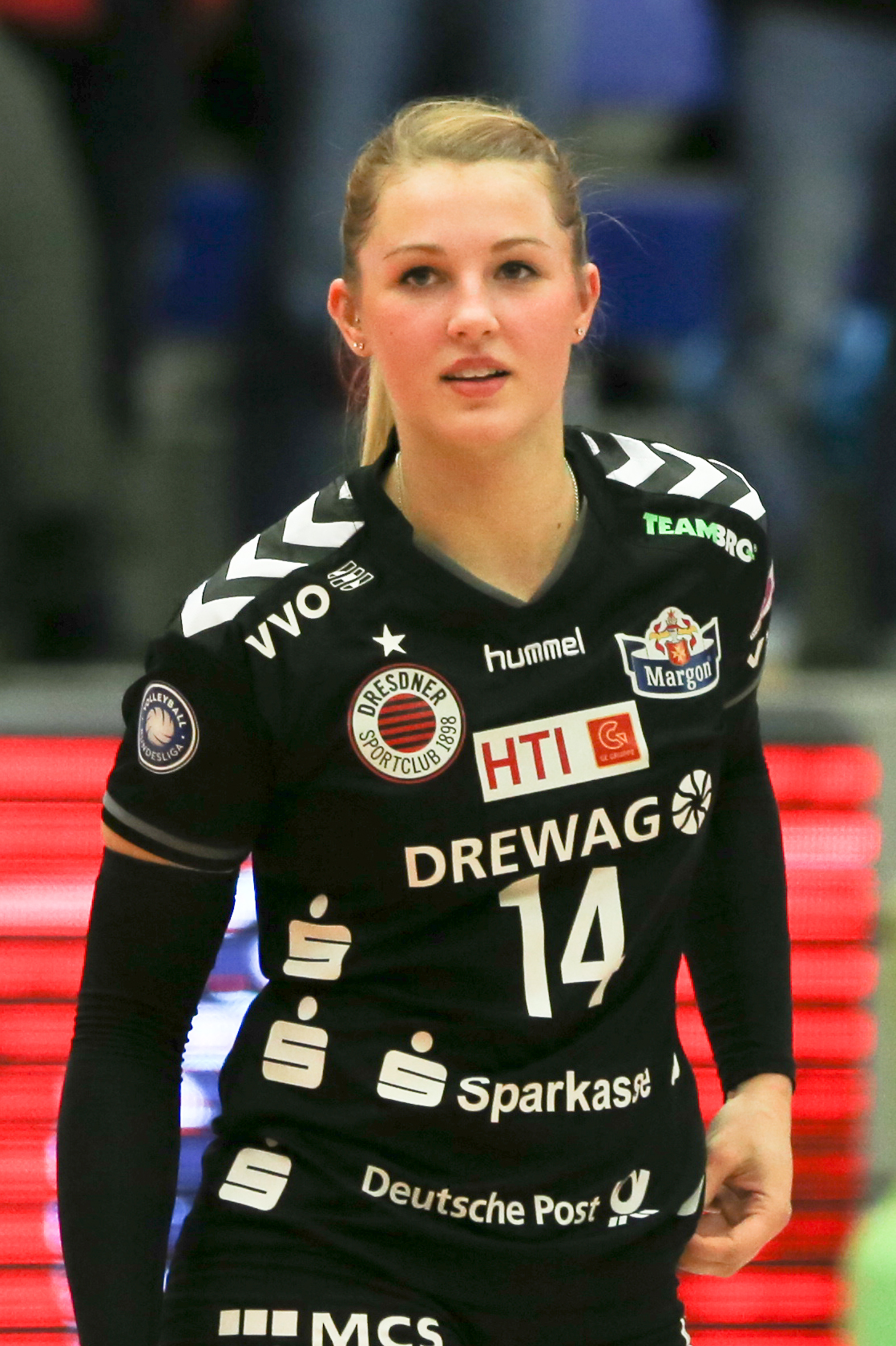
Lisa Stock (2016)

- Philipp Weber (* 15. September 1992), Handballspieler
- Lisa Stock (* 6. Juni 1994), Volleyballspielerin

## Persönlichkeiten, die in der Stadt gestorben sind

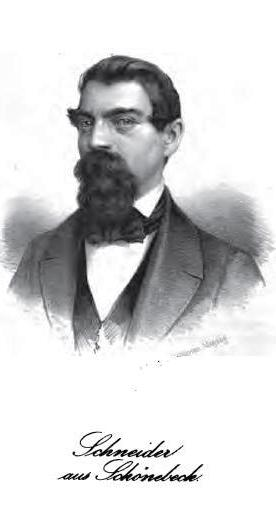
Ludwig Karl Eduard Schneider

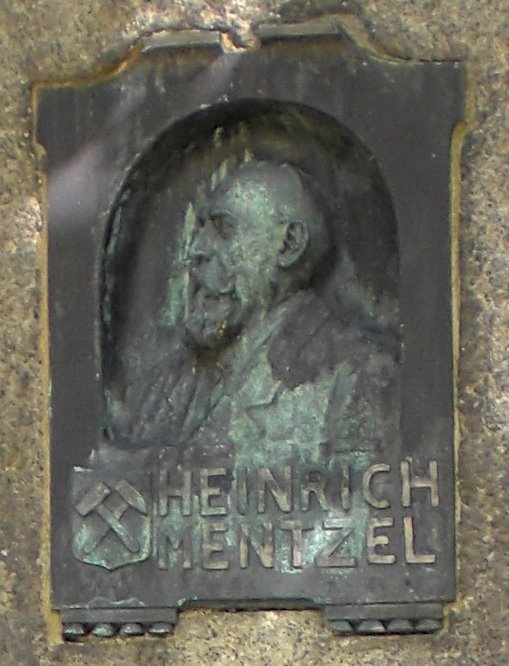
Heinrich Mentzel

- Franz Heinrich Höltich (* 14. März 1643 in Bergedorf; † 8. August 1676 in Groß Salze), Syndikus zu Groß-Salze
- Johann Paul Stecher (* 12. Februar 1662 in Erdmannsdorf; † 21. September 1737), Amtmann und Bergwerksfaktor in Rothenburg (Saale), Berliner Obermühleninspektor, Pächter der Saline in Schönebeck, Gründer und Pächter der königlichen Saline in Halle (Saale), Domänenrat, Erb-, Lehn- und Gerichtsherr auf Beuchlitz und Schlettau
- Johann Wilhelm Tolberg (* 24. Oktober 1762 in Iserlohn; † 17. September 1831 in Schönebeck), Mediziner
- Carl Samuel Hermann (* 20. Januar 1765 in Königerode/Harz; † 1. September 1846 in Schönebeck), Apotheker, Unternehmer und Kommerzienrat
- Franz Xaver Chwatal (* 19. Juni 1808 in Rumburg; † 24. Juni 1879 in Elmen), böhmischer Komponist und Musikpädagoge
- Ludwig Karl Eduard Schneider (* 26. Juni 1809 in Sudenburg bei Magdeburg; † 9. Februar 1889 in Schönebeck), Botaniker, Jurist und Kommunalpolitiker
- Heinrich Mentzel (* 14. Juli 1838; † 23. Februar 1901 in Schönebeck), Bergbeamter und Salzamtsdirektor der Saline Schönebeck
- Wilhelm Schulze (* 22. Dezember 1886 in Westerhüsen; † 11. Oktober 1971 in Schönebeck), Heimatforscher und Kommunalpolitiker
- Emil Schwantner (* 1890 in Königshan/Böhmen; † 1956 in Schönebeck), akademischer Bildhauer[1]
- Bernhard Jansa (* 17. Mai 1901 in Leipzig; † 3. März 1967 in Schönebeck), evangelischer Pfarrer und Seelsorger
- Hans Helmbrecht (* 3. Oktober 1922 in Jernau (Schlesien); † 14. April 1998 in Schönebeck), Bildhauer

## Persönlichkeiten, die mit der Stadt in Verbindung stehen
- Karl Ludolf Friedrich Lachmann (* 22. Oktober 1756 in Mieste, Altmark; † 28. Februar 1823 in Braunschweig), Theologe und Pädagoge, war in Schönebeck Feldprediger
- Gustav Flügel (* 2. Juli 1812 in Nienburg/Saale; † 15. August 1900 in Stettin), Komponist, Leiter des Gesangvereins und Musiklehrer
- Gottfried Adolf Kinau (* 4. Januar 1814 in Winningen bei Aschersleben; † 9. Januar 1887 in Suhl), Pastor und Astronom. Lehrer an der hiesigen Knabenschule
- Ernst Friedrich Althans (* 22. November 1828 in Sayn; † 30. November 1899 in Berlin), preußischer Bergbeamter, Direktor der Saline Schönebeck
- Albert Fischer (* 18. April 1829 in Ziesar; † 27. April 1896 in Lemsdorf), evangelischer Pfarrer und Hymnologe, Lehrer an der hiesigen Mädchenschule
- Otto Kresse (* 6. Januar 1886 in Felgeleben; † 12. März 1933 ebenda), Kommunalpolitiker (SPD) und Gewerkschafter, wurde 1920 in das Dreierkomitee gewählt, das in Schönebeck die örtliche Leitung des Kampfes gegen die Kapp-Putschisten innehatte
- Józef Szajna (* 13. März 1922 in Rzeszów; † 24. Juni 2008 in Warschau), polnischer Schauspieler und Theaterleiter, 1944–45 Häftling im KZ Schönebeck
- Roland Ducke (* 19. November 1934 in Bensen; † 26. Juni 2005 in Jena), Fußballer, wuchs hier auf
- Hans-Joachim Geffert (* 9. Januar 1935 in Rathenow; † 13. März 2019 in Schönebeck), Schriftsteller und Heimatforscher, Autor von Büchern über Schönebeck und den Kreis Schönebeck
- Elisabeth Eichholz (* 12. November 1939 in Wolmirstedt; † 19. August 2022), Radrennfahrerin, war hier bis 1998 Lehrerin
- Peter Ducke (* 14. Oktober 1941 in Bensen), Fußballer, wuchs hier auf
- Gunnar Schellenberger (* 12. Januar 1960 in Karl-Marx-Stadt), Politiker (CDU), Mitglied im CDU-Kreisvorstand Schönebeck
- Petra Grimm-Benne (* 27. April 1962 in Wuppertal), Politikerin (SPD), Stadträtin in Schönebeck, von 2002 bis 2016 war sie Abgeordnete im Landtag von Sachsen-Anhalt